# Teilung Bengalens 1905
Die Teilung Bengalens 1905 erfolgte  von den Briten vorgeblich aus verwaltungstechnischen Gründen, wurde nach mehreren gewalttätigen Unruhen aber schon 1912 rückgängig gemacht.

## Geschichte

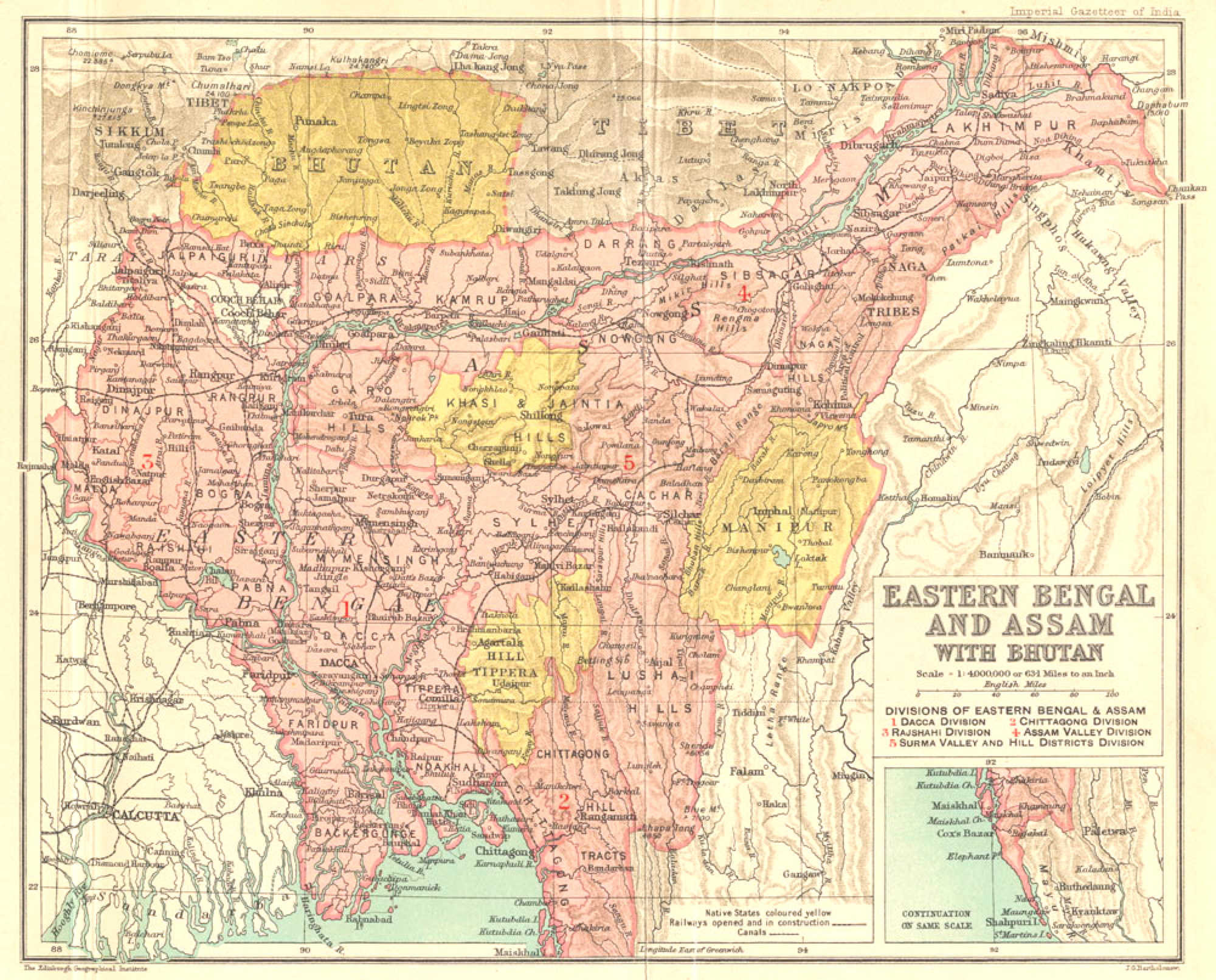
Karte der 1905 neu gebildeten Provinz Ostbengalen und Assam:

Die Präsidentschaft Bengalen wurde als Verwaltungseinheit der Britischen Ostindien-Kompanie 1684 gegründet. Anfänglich umfasste das Gebiet nur kleine Territorien an der Küste Bengalens. Mit der zunehmenden Ausdehnung der britischen Herrschaft wuchs das Gebiet der Präsidentschaft und umfasste zeitweilig  nicht nur das heutige Bengalen, sondern große Teile Ost- und Nordindiens. Im Jahr 1858 wurden die Besitzungen der Ostindien-Kompanie von der britischen Krone übernommen. Der Verwaltungssitz  befand sich in der Festung Fort William in Kalkutta. Im Jahr 1877 nahm Königin Victoria den Titel einer Kaiserin von Indien an, und die Briten erklärten Kalkutta zur Hauptstadt der „Kronkolonie Indien“.
Am 20. Juli 1905 ließ Vizekönig Lord Curzon die administrative Teilung der Provinz Bengalen bekannt geben, die am 16. Oktober 1905 umgesetzt wurde. Die dadurch neu gebildeten Provinzen waren Bengalen (der westliche Teil, der etwa das Gebiet der heutigen indischen Bundesstaaten Westbengalen, Odisha, Bihar und Jharkhand umfasste) und Ostbengalen und Assam, das ungefähr das heutige Bangladesch und den heutigen indischen Bundesstaat Assam mit benachbarten Bundesstaaten einschloss. Hauptargument für die administrative Aufteilung war die schiere Größe der bisherigen Präsidentschaft, die etwa die Fläche Frankreichs umfasste, aber mit damals ca. 80 Millionen Einwohnern ungefähr doppelt so viel Einwohner wie dieses hatte. Hauptstadt des westlichen Bengalen blieb Kalkutta und Hauptstadt der östlichen Provinz wurde Dakka. Während die alte Präsidentschaft Bengalen eine Hindu-Bevölkerungsmehrheit gehabt hatte, besaß die neu gebildete Provinz Ostbengalen und Assam eine Muslim-Mehrheit.
Indische Nationalisten sahen diese Teilung als ein Mittel der britischen Kolonialherren, Zwietracht unter der bengalischen Bevölkerung, die in Sprache und Geschichte immer eine Einheit gebildet hatte, zu säen und Hindus und Muslime gegeneinander auszuspielen. Nach mehreren gewalttätigen Unruhen revidierten die Briten die Teilung Bengalens im Jahr 1912. Bengalen wurde wieder vereinigt, jedoch wurden die neuen Provinzen Assam und Bihar und Orissa davon abgetrennt. Diese Teilung folgte diesmal im Wesentlichen entlang der Grenzen der Sprachgebiete. Ihr formales Ende fand die Präsidentschaft Bengalen mit den Montague-Chelmsford-Reformen 1919 bis 1921. Als 1947 die Teilung der ehemals britischen Kolonie Indien nach dem Mountbattenplan in einen hinduistischen Teil und einen muslimischen Teil vorgenommen wurde, erfolgte die zweite Teilung Bengalens wieder entlang fast der gleichen Grenzlinien wie 1905.